# João Falcão
João Barreto Falcão Neto (Recife, 20 de setembro de 1958) é um diretor, roteirista e compositor brasileiro. Foi casado com a escritora Adriana Falcão, com quem teve duas filhas: Clarice Falcão e Maria Isabel Falcão. 

## História
Caçula de treze irmãos, João Falcão cresceu na Uzina Tiúma, na Zona da Mata Pernambucana. Mudou-se para Recife e, aos 21 anos, fez um rebuliço na cidade com o musical Muito Pelo Contrário (1981) – sua estreia como diretor, escritor e compositor de um mesmo espetáculo. Daí sucederam O Pequenino Grão de Areia, Cara Metade, A Ver Estrelas, Mamãe Não Pode Saber e tantas outras: estava declarada sua cruzada contra a mania de se tratar o teatro com tanta solenidade.
Mudou-se para o Rio de Janeiro em 1996, quando adaptou e dirigiu o clássico de Moliére, O Burguês Ridículo, em parceria com Guel Arraes – e com ele dividiu o Prêmio Sharp de Melhor Espetáculo. Ainda nos anos 90, destacou-se escrevendo, dirigindo e musicando A Dona da História (1997), feita especialmente para Marieta Severo e Andréa Beltrão; e Uma noite na Lua (1998), seu primeiro monólogo, estrelado por Marco Nanini. Pela última, ganhou os prêmios Shell e Sharp por texto e direção. Ainda com Nanini e Marieta, adaptou e dirigiu Quem tem medo de Virgínia Woolf em 2001.
Mas se agora sua carreira começava a se cruzar com a de atores consagrados, permaneceu a inquietude de quem começou a fazer teatro com os amigos, se desdobrando para descobrir os talentos de cada um. Com A Máquina (2000), adaptação do romance homônimo de Adriana Falcão, João fez os olhos do país voltarem-se para os até então desconhecidos Wagner Moura, Lázaro Ramos e Vladimir Brichta.
A inquietude, por outro lado, também deu luz a uma obra que chama atenção pela proficuidade. Mundo afora, já teve peças traduzidas em inglês, francês, espanhol, alemão e hebraico. No país, só em 2015, João esteve com seis espetáculos que escreveu ou dirigiu em cartaz: Ensina-me a Viver, Uma Noite na Lua, Dhrama, A Dona da História, Gonzagão – a Lenda e Ópera do Malandro. As duas últimas seguem em turnê nacional, com direito a louros: Gonzagão ganhou quatro prêmios Bibi Ferreira (Melhor Diretor, Melhor Roteiro Original, Melhor Direção Musical e Melhor Musical Brasileiro) e a Ópera, concorreu em quatro categorias. Em 2016, João adaptou e dirigiu Gabriela – Um Musical de Jorge Amado, ganhando entre diversos prêmios o APCA como melhor diretor.
Dentre outras peças que dirigiu e escreveu, pode-se destacar Cambaio (2002), cujas canções foram compostas por Chico Buarque e Edu Lobo; e Clandestinos (2008), que lhe rendeu o prêmio APTR de melhor texto e o Qualidade Brasil de melhor direção teatral de comédia – além de uma adaptação dirigida e assinada pelo próprio para a Rede Globo em 2010.
Na emissora, criou em parceria com Guel Arraes alguns dos melhores momentos da TV brasileira: João escreveu e dirigiu vários episódios para A Comédia da Vida Privada e adaptou clássicos da literatura para a série Brasil Especial e a minissérie O Auto da Compadecida. Ademais, escreveria, idealizaria e dirigiria diversas outras séries de televisão. Também não seja desprezada sua contribuição nos intervalos: como diretor, produziu mais de mil filmes publicitários. Quanto aos filmes para a tela grande, assinou dois: A Máquina (2006), adaptação para o cinema da obra de Adriana Falcão, e a comédia Fica Comigo Esta Noite (2006). Ainda colaborou elaborando a trilha sonora dos longa-metragens O Auto da Compadecida (2000) e Lisbela e o Prisioneiro (2003), ambos de Guel Arraes.
Atualmente desenvolve projetos para canais de streaming como Netflix e Amazon Prime.

## Obra

#### Audiovisual
- 1994 - Brasil Especial - roteiro (TV Globo)
- 1995 - A Comédia da Vida Privada - roteiro e direção (TV Globo)
- 1999 - O Auto da Compadecida  (TV Globo / Cinema)
- 2002 - Os Normais - segunda temporada - roteiro (TV Globo)
- 2003 - Lisbela e o Prisioneiro - trilha sonora (Cinema)
- 2003 - Homem Objeto - roteiro e direção (TV Globo)
- 2003 - Sexo Frágil - roteiro e direção (TV Globo)
- 2004 - Programa Novo - roteiro e direção (TV Globo)
- 2004 - A Dona da História - roteiro (Cinema)
- 2005 - O Coronel e o Lobisomem  - roteiro (Cinema)
- 2005 - A Máquina - roteiro e direção (Cinema)
- 2006 - Os 7 Pecados Capitais - roteiro e direção (TV Globo)
- 2006 - Fica Comigo Esta Noite  - roteiro e direção (Cinema)
- 2009 - Dó-Ré-Mi-Fábrica - concepção musical (TV Globo)
- 2009 - Ó Pai Ó - segunda temporada - roteiro (TV Globo)
- 2010 - Clandestinos - O Sonho Começou  - roteiro e direção (TV Globo)
- 2012 - Moraes Moreira - A História dos Novos Baianos e Outros Versos - direção (DVD)
- 2012 - Louco por Elas - roteiro e direção ( TV Globo)
- 2015 - Amorteamo - concepção musical (TV Globo)
- 2016 - Nada Será Como Antes - roteiro (TV Globo)
- 2018 - Teatro No Ato - Criação e Direção (Canal Arte 1)
- 2021 - O Auto da Boa Mentira - Roteiro (Cinema)
- 2023 - Histórias Quase Verdadeiras - Roteiro (Tv Globo)

### Teatro
- 1980 - “Morte e Vida Severina” de João Cabral de Melo Neto e direção de Mônica Japiassu – Ator ou bailarino e compositor
- 1980 - “O Extrato de Formosura”,  texto e direção de Eduardo Maia - Ator
- 1980 - “Toda Nudez Será Castigada” de Nelson Rodrigues e direção de Antonio Cadengue - ator
- 1981 - “Flicts, a Cor”, de Ziraldo e Aderbal Freire-Filho  – direção e músicas
- 1981 - “Muito pelo Contrário” – texto, direção, figurinos e músicas
- 1983 - “Xilique Peba Piriquito Xique” – texto, direção e figurinos
- 1983 - “Cara Metade”- texto e direção
- 1983 - “No Natal a Gente Vem Te Buscar”, de Naum Alves de Souza – direção
- 1983 - “O Pequenino Grão de Areia” – texto e direção
- 1983 - “Foi bom, meu bem?” de Luís Alberto de Abreu e direção de José Pimentel – Músicas
- 1984 - “Como A Lua” de Vladimir Capella e direção de José Manoel – Músicas
- 1984 - “Esse Estranho desejo” – texto, direção e músicas
- 1985 - “A Ver Estrelas” – texto e direção
- 1986 - “Palmas pra que te quero” – texto e músicas
- 1986 - "Criadas da Glória" - texto e direção
- 1987 - “Woody Grude”, baseado na obra de Woody Allen – Adaptação e direção
- 1993 - “Mamãe Não Pode Saber” – texto e direção
- 1996 - “A História do Homem”, direção de Roberto Lage – texto
- 1996 - “O Improviso de Curitiba” ou “O Improviso de Versailles” de Molière, direção
- 1996 -“O Burguês Ridículo”, de Molière – adaptação e direção
- 1998 -“A Dona da História” – texto e direção
- 1999 -“Uma Noite na Lua”, – direção e texto
- 2000 - “Marilyn, Marilyn” –  Texto
- 2000 - “A Máquina”, de Adriana Falcão – adaptação e direção
- 2000 - “Quem Tem Medo de Virgínia Woolf?”, de Edward Albee – direção
- 2001 - “Cambaio”, em parceria com Adriana Falcão, Chico Buarque e Edu Lobo – direção e texto
- 2002 - “Homem Objeto”, baseado na obra de Luíz Fernando Veríssimo  - adaptação e direção
- 2004 - “Rita” – ópera de Donizzeti (Barcelona) – direção geral
- 2005 - "As aventuras de Zé Jack e seu Pandeiro...” – texto e direção
- 2006 - “O Pequeno Príncipe”, de Saint-Exupéry – adaptação e direção
- 2007 - Dhrama - texto e direção[2]
- 2008 - “Clandestinos” – texto e direção
- 2008 - “Ensina-me a Viver”, de Colin Higgins – adaptação e direção
- 2011 - “Eu Te Amo Mesmo Assim”, de Jô Abdu - supervisão geral e roteiro musical
- 2012 - “O Grande Amor Da Minha Vida” em parceria com Guel Arraes e Jorge Furtado – texto
- 2012 - “Gonzagão – A Lenda” – texto e direção
- 2014 - “Ópera do Malandro”, de Chico Buarque – adaptação e direção
- 2016 - “Gabriela – Um Musical”, de Jorge Amado – adaptação e direção
- 2017 - "Dorinha, meu amor" - texto e direção
- 2018 - "A Dona da História"- texto e direção
- 2019 - "Sonho de uma noite de verão" - adaptação e direção [3]
- 2020 - "Que Deus sou eu" - texto e direção[4]
- 2022 - "Ensina-me a Viver"[5]

### Shows
- 2012 - Bibi Ferreira - "Histórias e Canções"
- 2013 - Clarice Falcão - "Monomania"
- 2013 - Geraldo Maia & Vinicius Sarmento - "Voz e Violão"
- 2015 - Zé Manoel - "Canção e Silêncio"
- 2018 - Clarice Falcão - "Voz, Guitarra e Mais Coisa"